# هوسمر
هوسمر (داكوتا الجنوبية) (بالإنجليزية: Hosmer, South Dakota)‏ هي مدينة تقع في الولايات المتحدة في مقاطعة إدموندز، داكوتا الجنوبية. يقدر عدد سكانها بـ 208 نسمة ومساحتها 2.56 كم2 وترتفع عن سطح البحر 581 متر.

## التركيبة السكانية
قام مكتب تعداد الولايات المتحدة بتحديد بيانات التركيبة السكانية لهوسمرفي تعداد الولايات المتحدة. في ما يلي، التركيبة السكانية حسب تعدادي 2000 و2010.

### تعداد عام 2000
بلغ عدد سكان هوسمر 287 نسمة بحسب تعداد عام 2000، وبلغ عدد الأسر 115 أسرة وعدد العائلات 67 عائلة مقيمة في المدينة. في حين سجلت الكثافة السكانية 288.2 نسمة لكل ميل مربع (111.3/كم2). وبلغ عدد الوحدات السكنية 162 وحدة بمتوسط كثافة قدره 162.7 نسمة لكل ميل مربع (62.8/كم2).
وتوزع التركيب العرقي للمدينة بنسبة 98.95% من البيض و 0.35% من الأمريكيين ذوي الأصول الآسيوية و 0.70% من عرقين مختلطين أو أكثر.
بلغ عدد الأسر 115 أسرة كانت نسبة 23.5% منها لديها أطفال تحت سن الثامنة عشر تعيش معهم، وبلغت نسبة الأزواج القاطنين مع بعضهم البعض 48.7% من أصل المجموع الكلي للأسر، ونسبة 8.7% من الأسر كان لديها معيلات من الإناث دون وجود شريك، وكانت نسبة 41.7% من غير العائلات. تألفت نسبة 37.4% من أصل جميع الأسر من أفراد ونسبة 24.3% كانوا يعيش معهم شخص وحيد يبلغ من العمر 65 عاماً فما فوق. وبلغ متوسط حجم الأسرة المعيشية 2.96، أما متوسط حجم العائلات فبلغ 2.20.
بلغ العمر الوسطي للسكان 50 عاماً. وكانت نسبة 22.0% من القاطنين تحت سن الثامنة عشر، وكانت نسبة 3.5% بين الثامنة عشر والأربعة وعشرون عاماً، ونسبة 17.8% كانت واقعةً في الفئة العمرية ما بين الخامسة والعشرون حتى والأربعة وأربعون عاماً، ونسبة 19.5% كانت ما بين الخامسة والأربعون حتى الرابعة والستون، ونسبة 37.3% كانت ضمن فئة الخامسة والستون عاماً فما فوق. يوجد لكل 100 أنثى 75.0 ذكر، ويوجد لكل 100 أنثى في الثامنة عشر من عمرها فما فوق 75.0 ذكر.
بلغ متوسط دخل الأسرة في المدينة 26,667 دولار، أما متوسط دخل العائلة فبلغ 37,813 دولار. وكان متوسط دخل الذكور 23,438 دولار مقابل 15,781 دولار للإناث. وسجل دخل الفرد الخاص بالمدينة 13,952 دولار.

### تعداد عام 2010
بلغ عدد سكان هوسمر 208 نسمة بحسب تعداد عام 2010، وبلغ عدد الأسر 100 أسرة وعدد العائلات 48 عائلة مقيمة في المدينة. في حين سجلت الكثافة السكانية 210.1 نسمة لكل ميل مربع (81.1/كم2). وبلغ عدد الوحدات السكنية 151 وحدة بمتوسط كثافة قدره 152.5 لكل ميل مربع (58.9/كم2).
وتوزع التركيب العرقي للمدينة بنسبة 98.1% من البيض و 0.5% من الأمريكيين ذوي الأصول الآسيوية و 1.4% من عرقين مختلطين أو أكثر.
بلغ عدد الأسر 100 أسرة كانت نسبة 12.0% منها لديها أطفال تحت سن الثامنة عشر تعيش معهم، وبلغت نسبة الأزواج القاطنين مع بعضهم البعض 41.0% من أصل المجموع الكلي للأسر، ونسبة 5.0% من الأسر كان لديها معيلات من الإناث دون وجود شريك، بينما كانت نسبة 2.0% من الأسر لديها معيلون من الذكور دون وجود شريكة وكانت نسبة 52.0% من غير العائلات. وبلغ متوسط حجم الأسرة المعيشية 2.58، أما متوسط حجم العائلات فبلغ 1.81.
بلغ العمر الوسطي للسكان 57 عاماً. وكانت نسبة 10.6% من القاطنين تحت سن الثامنة عشر، وكانت نسبة 4.3% بين الثامنة عشر والأربعة وعشرون عاماً، ونسبة 13% كانت واقعةً في الفئة العمرية ما بين الخامسة والعشرون حتى والأربعة وأربعون عاماً، ونسبة 33.2% كانت ما بين الخامسة والأربعون حتى الرابعة والستون، ونسبة 38.9% كانت ضمن فئة الخامسة والستون عاماً فما فوق. وتوزع التركيب الجنسي للسكان بنسبة 50.5% ذكور و49.5% إناث.